# Tomki
Tomki – wieś w Polsce położona w województwie kujawsko-pomorskim, w powiecie brodnickim, w gminie Zbiczno.

## Podział administracyjny
W latach 1975–1998 miejscowość administracyjnie należała do województwa toruńskiego.

## Demografia
Według Narodowego Spisu Powszechnego (III 2011 r.) liczyły 120 mieszkańców. Są trzynastą co do wielkości miejscowością gminy Zbiczno.

## Zabytki
Według rejestru zabytków NID na listę zabytków wpisany jest zespół dworski, nr rej.: A/1361/1-3 z 1.10.1985 i z 4.06.1990:
- dwór, 2 poł. XIX w.
- park, pocz. XIX w.
- stodoła, obecnie obora, pocz. XIX w.